# Södergrundet (vid Brunskär, Korpo)
Södergrundet är en ö i Finland. Den ligger i Skärgårdshavet och i kommunen Pargas i landskapet Egentliga Finland, i den sydvästra delen av landet. Ön ligger omkring 70 kilometer sydväst om Åbo och omkring 200 kilometer väster om Helsingfors.
Öns area är 0,3 hektar och dess största längd är 110 meter i nord-sydlig riktning. Närmaste större samhälle är Korpo, 19,6 km nordost om Södergrundet.